# 西格弗里德·福格特
西格弗里德·福格特（德語：Siegfried Voigt，1950年10月3日—），德国男子手球运动员。他曾代表东德参加1972年和1980年夏季奥林匹克运动会手球比赛，其中1980年奥运会获得一枚金牌。